# Cantone di Aix-les-Bains-2
Il Cantone di Aix-les-Bains-2 è una divisione amministrativa dell'arrondissement di Chambéry.
È stato istituito a seguito della riforma dei cantoni del 2014, che è entrata in vigore con le elezioni dipartimentali del 2015.

## Composizione
Comprende parte della città di Aix-les-Bains e i comuni di:
- Mouxy
- Tresserve